# Wonuola Okoye
Wonuola Okoye là một doanh nhân thời trang người Nigeria, diễn giả cộng đồng và là tác giả của cuốn sách Ngôi sao khởi nghiệp. Cô đồng sáng lập công ty bán lẻ thời trang và phong cách sống vào năm 2011, nhưng đã rời công ty vào năm 2015.
Cô kết hôn với Felix Okoye vào năm 2012.